# Мора, Карлос
Карлос Андрей Мора Монтойя (исп. Carlos Andrei Mora Montoya; род. 18 марта 2001, San Antonio, Сан-Хосе) — коста-риканский футболист, защитник клуба «Алахуэленсе» и сборной Коста-Рики.

## Клубная карьера
Мора — воспитанник клуба «Алахуэленсе». 17 февраля 2020 года в матче против «Сантос де Гуапилес» он дебютировал в чемпионате Коста-Рики. В своём дебютном сезоне игрок помог команде выиграть чемпионат. 5 ноября в поединке Лиги КОНКАКАФ против доминиканского «Сибао» Карлос забил свой первый гол за «Алахуэленсе». 

## Международная карьера
31 марта 2022 года в отборочном матче чемпионата мира 2022 против сборной США Мора дебютировал за сборную Коста-Рики. В 2023 году в составе сборной Карлос принял участие в Золотом кубке КОНКАКАФ. На турнире он сыграл в матчах против сборных Панамы и Сальвадора. 

## Достижения
Клубные
 «Алахуэленсе»
- Победитель чемпионата Коста-Рики (1) — Апертура 2020
- Победитель Лиги КОНКАКАФ (1) — 2020